# Генріх-Георг фон Мірбах
Ге́нріх-Гео́рг фон Мі́рбах (нім. Heinrich Georg von Mirbach; 1 січня 1674? — 15 квітня 1736) — курляндський державний діяч, старший радник. Ландгофмейстер Курляндії (1731—1736). Представник шляхетного німецького роду Мірбахів. Син Гергарда-Ебергарда фон Мірбаха і Анни-Софії фон Франк. 24 жовтня 1703 року одружився із Луїзою-Шарлоттою фон Бракель, сестрою ландгофмейстра Казимира-Крістофа фон Бракеля. Гауптман Віндавський (1710, 1713—1717) і Гробінський (1712, 1718). Обер-гауптман Гольдінгенський (1728—1729). Канцлер (1729—1731). 1732 року видав свою доньку Єлизавету-Доротею за Отто-Крістофера фон дер Говен, майбутнього ландгофмейстра. Помер у Зарцені, Курляндія.